# Пам'ятки історії Барвінківського району
У Барвінківському районі Харківської області на обліку перебуває 52 пам'ятки історії.
| 1.  | 330    | м. Барвінкове, пров. Горького                               | Братська могила радянських воїнів, серед яких похований Овчинников В. С. — Герой Радянського Союзу. Поховано 157 воїнів. 1942 р., 1943 р.                                               | Харківська скульптурна фабрика. 1952 р., 1984 р. | Скульптура — 4,5 м, з/б. Постамент — 0,4х1,2х1,2 м, цегла, цемент              | Місцева | № 61 від 25.01.72 р.               |     |      |                                                 | |                                                        |                                                                    |       |                       |     |      |                                              | |                                                  |                                                                  |         | |     |     |                                    | |                                                  |                                                            |       |                                    |     |     |                              | |                                         |                                                            |       |   |     |       |                                                |                                                                          |                                         |                                                           | |   |     |     |                               | |                                         |                                                            |       |   |     |     |                                       |                                                                       |                  |                                                                   |       |   |     |     |                                |                                                                         |                                         |                                                            |         |                      |
| 2.  | 329    | м. Барвінкове, вул. Київська                                | Братська могила радянських воїнів. Поховано 88 воїнів. 1942 р., 1943 р. | Харківська скульптурна фабрика. 1964 р.          | Скульптура — 2,5 м, з/б. Постамент — 2,8 м, цегла, цемент.                     | -<< -   | -                                  | 3.  | 327  | м. Барвінкове, окраїна міста, Чумацька гора     | Братська могила червоноармійців, Штирова В. І., першого голови Барвінківського ревкому, і радянських воїнів і парт. Поховано 23 червоноармійці й 2908 рад. воїнів, серед яких поховано Копьонкіна І. Й., Героя Радянського Союзу, командира партизанського загону. 1919 р., 1942 р., 1943 р. | Ск. Савченко В. М., архіт. Чорноморченко М. Ф. 1969 р. | Скульптура — 6 м, з/б. Постамент — 0,5 м, інкерманський вапняк     | -<< - | -                     | 4.  | 2515 | м. Барвінкове, парк БК заводу «Красный Луч»  | Пам'ятний знак жертвам голодомору 1933 р.                                                                                    | Топал О. В., 1993 р.                             | Вис. хреста 2,5 м, метал                                         | Місцева | № 975 від 18.09.97 р. |     |     |                                    | |                                                  |                                                            |       |                                    |     |     |                              | |                                         |                                                            |       |   |     |       |                                                |                                                                          |                                         |                                                           | |   |     |     |                               | |                                         |                                                            |       |   |     |     |                                       |                                                                       |                  |                                                                   |       |   |     |     |                                |                                                                         |                                         |                                                            |         |                      |
| 5.  | 2516   | м. Барвінкове, завод «Красный Луч»                          | Пам'ятний знак робітникам та службовцям, які загинули у роки ВВВ. 1941—1945 рр. | 1952 р.                                          | Стела — 1,0х0,8х0,8 м, граніт.                                                 | -<< -   | № 975 від 18.09.97 р.              |     |      |                                                 | |                                                        |                                                                    |       |                       |     |      |                                              | |                                                  |                                                                  |         | |     |     |                                    | |                                                  |                                                            |       |                                    |     |     |                              | |                                         |                                                            |       |   |     |       |                                                |                                                                          |                                         |                                                           | |   |     |     |                               | |                                         |                                                            |       |   |     |     |                                       |                                                                       |                  |                                                                   |       |   |     |     |                                |                                                                         |                                         |                                                            |         |                      |
| 6.  |        | м. Барвінкове, завод «Красный Луч»                          | Пам'ятний знак воїнам-землякам |                                                  |                                                                                | -<< -   |                                    |     |      |                                                 | |                                                        |                                                                    |       |                       |     |      |                                              | |                                                  |                                                                  |         | |     |     |                                    | |                                                  |                                                            |       |                                    |     |     |                              | |                                         |                                                            |       |   |     |       |                                                |                                                                          |                                         |                                                           | |   |     |     |                               | |                                         |                                                            |       |   |     |     |                                       |                                                                       |                  |                                                                   |       |   |     |     |                                |                                                                         |                                         |                                                            |         |                      |
| 7.  | 1627   | м. Барвінкове, при в'їзді у місто                           | Пам'ятник радянським воїнам-визволителям. 1943 р. | 1978 р.                                          | Танк Т-34 Постамент — 1,6 м, цегла, цемент                                     | -<< -   | № 13 від 12.01.81 р.               |     |      |                                                 | |                                                        |                                                                    |       |                       |     |      |                                              | |                                                  |                                                                  |         | |     |     |                                    | |                                                  |                                                            |       |                                    |     |     |                              | |                                         |                                                            |       |   |     |       |                                                |                                                                          |                                         |                                                           | |   |     |     |                               | |                                         |                                                            |       |   |     |     |                                       |                                                                       |                  |                                                                   |       |   |     |     |                                |                                                                         |                                         |                                                            |         |                      |
| 8.  |        | м. Барвінкове                                               | Пам'ятний знак учасникам ліквідації на ЧАЕС | 2004 р.                                          | Граніт. Обеліск: висота — 1 м, ширина — 0,5 м.                                 | -<< -   | Наказ УК ХОДА № 25 від 02.03.05 р. |     |      |                                                 | |                                                        |                                                                    |       |                       |     |      |                                              | |                                                  |                                                                  |         | |     |     |                                    | |                                                  |                                                            |       |                                    |     |     |                              | |                                         |                                                            |       |   |     |       |                                                |                                                                          |                                         |                                                           | |   |     |     |                               | |                                         |                                                            |       |   |     |     |                                       |                                                                       |                  |                                                                   |       |   |     |     |                                |                                                                         |                                         |                                                            |         |                      |
| 9.  | 331    | с. Архангелівка Подолівської с/р                            | Братська могила радянських воїнів і пам'ятний знак воїнам-односельчанам. Поховано 184 воїни. 1942 р., 1943 р., 1941—1945 рр.                                                            | Харківська скульптурна фабрика, 1957 р.          | Скульптура — 3,0 м, з/б. Постамент — 2,7 м, цегла, цемент.                     | -<< -   | № 61 від 25.01.72 р.               |     |      |                                                 | |                                                        |                                                                    |       |                       |     |      |                                              | |                                                  |                                                                  |         | |     |     |                                    | |                                                  |                                                            |       |                                    |     |     |                              | |                                         |                                                            |       |   |     |       |                                                |                                                                          |                                         |                                                           | |   |     |     |                               | |                                         |                                                            |       |   |     |     |                                       |                                                                       |                  |                                                                   |       |   |     |     |                                |                                                                         |                                         |                                                            |         |                      |
| 10. | 1819   | с. Африканівка Гаврилівської с/р                            | Пам'ятний знак воїнам-односельцям. 1941—1945 рр. | Харківська скульптурна фабрика. 1990 р.          | Скульптура — 2,5 м, гранітна кришка. Постамент — 1,0х1,0х1,0 м, цегла, цемент. | -<< -   | № 328 від 23.05.83 р.              |     |      |                                                 | |                                                        |                                                                    |       |                       |     |      |                                              | |                                                  |                                                                  |         | |     |     |                                    | |                                                  |                                                            |       |                                    |     |     |                              | |                                         |                                                            |       |   |     |       |                                                |                                                                          |                                         |                                                           | |   |     |     |                               | |                                         |                                                            |       |   |     |     |                                       |                                                                       |                  |                                                                   |       |   |     |     |                                |                                                                         |                                         |                                                            |         |                      |
| 11. | 328332 | с. Богодарове Богодарівської с/р                            | Братські могили (2) червоноармійців і радянських воїнів. Поховано 24 червоноармійці й 208 радянських воїнів. 1918 р., 1942 р., 1943 р.                                                  | Харківська скульптурна фабрика. 1959 р.          | Скульптура — 2,5 м, з/б. Постамент — 3,5 м, цегла, цемент.                     | -<< -   | № 61 від 25.01.72 р.               |     |      |                                                 | |                                                        |                                                                    |       |                       |     |      |                                              | |                                                  |                                                                  |         | |     |     |                                    | |                                                  |                                                            |       |                                    |     |     |                              | |                                         |                                                            |       |   |     |       |                                                |                                                                          |                                         |                                                           | |   |     |     |                               | |                                         |                                                            |       |   |     |     |                                       |                                                                       |                  |                                                                   |       |   |     |     |                                |                                                                         |                                         |                                                            |         |                      |
| 12. | 333    | с. Василівка Перша Гусарівської с/р                         | Братська могила радянських воїнів і пам'ятний знак воїнам-землякам. Поховано 89 воїнів. 1942 р., 1943 р., 1941—1945 рр.                                                                 | Харківська скульптурна фабрика. 1968 р.          | Скульптура — 2,8 м, з/б. Постамент — 3,5 м, цегла, цемент.                     | -<< -   | -                                  | 13. | 334  | с. Велика Андріївка Іванівської с/р             | Братська могила радянських воїнів і пам'ятний знак воїнам-землякам. Поховано 60 воїнів. 1942 р., 1943 р., 1941—1945 рр. | Харківська скульптурна фабрика. 1957 р.                | Скульптура — 2,8 м, з/б. Постамент — 4,5 м, цегла, цемент.         | -<< - | -                     | 14. | 335  | с. Велика Комишуваха Великокомишуваської с/р | Братська могила радянських воїнів і пам'ятний знак воїнам-односельчанам. Поховано 223 воїни. 1942 р., 1943 р., 1941—1945 рр. | Харківська скульптурна фабрика. 1952 р, 1986 р.  | Стела — 8,0×6,0 м, з/б. Постамент — 9,0х1,0х1,0 м, цегла, цемент | -<< -   | - | 15. |     | с. Велика Комишуваха               | Пам'ятний знак на честь загиблих радянських воїнів. 1942 р.                                                              | архіт. О. В. Топал. 2004 р.                      | Метал. Висота хреста — 3 м.                                | -<< - | Наказ УК ХОДА № 25 від 02.03.05 р. |     |     |                              | |                                         |                                                            |       |   |     |       |                                                |                                                                          |                                         |                                                           | |   |     |     |                               | |                                         |                                                            |       |   |     |     |                                       |                                                                       |                  |                                                                   |       |   |     |     |                                |                                                                         |                                         |                                                            |         |                      |
| 16. | 336    | с. Гаврилівка Гаврилівської с/р                             | Братська могила радянських воїнів. Поховано 69 воїнів. 1942 р., 1943 р. | Харківська скульптурна фабрика. 1957 р., 1982 р. | Скульптура — 2,5 м, з/б. Постамент — 2,7 м, цегла, цемент.                     | Місцева | № 61 від 25.01.72 р.               |     |      |                                                 | |                                                        |                                                                    |       |                       |     |      |                                              | |                                                  |                                                                  |         | |     |     |                                    | |                                                  |                                                            |       |                                    |     |     |                              | |                                         |                                                            |       |   |     |       |                                                |                                                                          |                                         |                                                           | |   |     |     |                               | |                                         |                                                            |       |   |     |     |                                       |                                                                       |                  |                                                                   |       |   |     |     |                                |                                                                         |                                         |                                                            |         |                      |
| 17. | 1890   | с. Гаврилівка, пер. Шкільний                                | Могила Раєвської-Іванової М. Д., 1912 р. | 1983 р., 1995 р.                                 | Стела — 2,0х0,8х0,2 м, з/б. Барельєф — 0,69х0,54х0,2 м, пластмаса              | -<< -   | № 196 від 16.04.84 р.              |     |      |                                                 | |                                                        |                                                                    |       |                       |     |      |                                              | |                                                  |                                                                  |         | |     |     |                                    | |                                                  |                                                            |       |                                    |     |     |                              | |                                         |                                                            |       |   |     |       |                                                |                                                                          |                                         |                                                           | |   |     |     |                               | |                                         |                                                            |       |   |     |     |                                       |                                                                       |                  |                                                                   |       |   |     |     |                                |                                                                         |                                         |                                                            |         |                      |
| 18. | 337    | с. Григорівка Григорівської с/р                             | Братська могила радянських воїнів і пам'ятний знак воїнам-односельчанам. Поховано 44 воїни. 1942 р., 1943 р., 1941—1943 рр.                                                             | Харківська скульптурна фабрика. 1960 р.          | Скульптура — 2,5 м, з/б. Постамент — 1,5 м, цегла, цемент.                     | -<< -   | № 61 від 25.01.72 р.               |     |      |                                                 | |                                                        |                                                                    |       |                       |     |      |                                              | |                                                  |                                                                  |         | |     |     |                                    | |                                                  |                                                            |       |                                    |     |     |                              | |                                         |                                                            |       |   |     |       |                                                |                                                                          |                                         |                                                           | |   |     |     |                               | |                                         |                                                            |       |   |     |     |                                       |                                                                       |                  |                                                                   |       |   |     |     |                                |                                                                         |                                         |                                                            |         |                      |
| 19. | 338    | с. Грушуваха Грушуваської с/р                               | Братська могила радянських воїнів і пам'ятний знак воїнам-односельцям. Поховані 223 воїни. 1942 р., 1943 р., 1941—1945 рр.                                                              | Харківська скульптурна фабрика. 1976 р.          | Скульптура — 3,0 м, з/б. Постамент — 1,5 м, цегла, цемент.                     | -<< -   | -                                  | 20. | 339  | с. Гусарівка Гусарівської с/р                   | Братська могила радянських воїнів, серед яких похований Вітін В. К. — Герой Радянського Союзу, і пам'ятний знак воїнам-землякам. Поховано 120 воїнів 1942 р., 1943 р., 1941—1945 рр. | Харківська скульптурна фабрика. 1955 р., 1987 р.       | Скульптура — 2,5 м, з/б. Постамент — 3,0 м, цегла, цемент.         | -<< - | -                     | 21. | 340  | с. Дмитрівка Іванівської Другої с/р          | Братська могила радянських воїнів. Поховано 124 воїни. 1942 р., 1943 р., 1941—1945 рр.                                       | Харківська скульптурна фабрика. 1965 р., 1995 р. | Скульптура — 2,5 м, з/б. Постамент — 2,3 м, цегла, цемент.       | -<< -   | - | 22. | 341 | с. Іванівка Іванівської Другої с/р | Братська могила радянських воїнів. Поховано 35 воїнів. 1942 р., 1943 р.                                                  | Харківська скульптурна фабрика. 1965 р., 1990 р. | Стела — 4,5х1,5х0,5 м, цегла, граніт.                      | -<< - | -                                  | 23. | 342 | с. Іванівка Іванівської с/р  | Братська могила радянських воїнів і жертв фашизму та пам'ятний знак воїнам-землякам. Поховано 276 воїнів і Воловики Т. Л. та І. Т., закатовані фашистами, 1942 р., 1943 р., 1941—1945 рр. | Харківська скульптурна фабрика. 1958 р. | Скульптура — 2,5 м, з/б. Постамент — 2,5 м, цегла, цемент. | -<< - | - | 24. | 343   | с. Іванівка Гаврилівської с/р                  | Братська могила радянських воїнів. Поховано 128 воїнів. 1942 р., 1943 р. | Харківська скульптурна фабрика. 1970 р. | Скульптура — 3,5 м, з/б. Постамент — 3,5 м, цегла, цемент | -<< - | - | 25. | 344 | с. Іллічівка Іллічівської с/р | Братська могила радянських воїнів і пам'ятний знак воїнам-землякам. Поховано 85 воїнів. 1942 р., 1943 р. | Харківська скульптурна фабрика. 1959 р. | Скульптура — 2,8 м, з/б. Постамент — 4,0 м, цегла, цемент. | -<< - | - | 26. | 345 | с. Іллічівка Іллічівської с/р, в лісі | Братська могила радянських воїнів Поховано 74 воїни. 1942 р., 1943 р. | 1954 р., 1995 р. | Скульптурна група — 1,5 м, з/б. Постамент — 1,3 м, цегла, цемент. | -<< - | - | 27. | 346 | с. Ковалівка Гаврилівської с/р | Братська могила радянських воїнів. Поховано 16 воїнів. 1942 р., 1943 р. | Харківська скульптурна фабрика. 1970 р. | Скульптура — 3,5 м, з/б. Постамент — 0,5 м, цегла, цемент. | Місцева | № 61 від 25.01.72 р. |
| 28. | 347    | с. Котівка Гаврилівської с/р                                | Братська могила радянських воїнів. Поховано 127 воїнів. 1942 р., 1943 р. | Харківська скульптурна фабрика. 1961 р., 1983 р. | Скульптура — 2,5 м, мармурова кришка. Постамент — 2,0х2,0х1,5 м, цегла, цемент | -<< -   | -                                  | 29. | 2512 | с. Котівка Гаврилівської с/р, кладовище         | Братські могили (2) радянських воїнів. Поховано 127 воїнів. 1942 р., 1943 р. | Харківська скульптурна фабрика. 1982 р.                | Обеліск — 1,5 м, мармурова кришка. Постамент — 2,5х0,8х0,5 м, з/б. | -<< - | № 975 від 18.09.97 р. |     |      |                                              | |                                                  |                                                                  |         | |     |     |                                    | |                                                  |                                                            |       |                                    |     |     |                              | |                                         |                                                            |       |   |     |       |                                                |                                                                          |                                         |                                                           | |   |     |     |                               | |                                         |                                                            |       |   |     |     |                                       |                                                                       |                  |                                                                   |       |   |     |     |                                |                                                                         |                                         |                                                            |         |                      |
| 30. | 348    | с. Курулька Іллічівської с/р                                | Братська могила радянських воїнів, серед яких похований Степашов І. С. — Герой Радянського Союзу і пам'ятний знак воїнам-землякам. Поховано 217 воїнів. 1942 р., 1943 р., 1941—1945 рр. | Харківська скульптурна фабрика. 1979 р.          | Скульптура — 3,0 м, з/б. Постамент — 1,4 м, цегла, цемент                      | -<< -   | № 61 від 25.01.72 р.               |     |      |                                                 | |                                                        |                                                                    |       |                       |     |      |                                              | |                                                  |                                                                  |         | |     |     |                                    | |                                                  |                                                            |       |                                    |     |     |                              | |                                         |                                                            |       |   |     |       |                                                |                                                                          |                                         |                                                           | |   |     |     |                               | |                                         |                                                            |       |   |     |     |                                       |                                                                       |                  |                                                                   |       |   |     |     |                                |                                                                         |                                         |                                                            |         |                      |
| 31. | 349    | с. Малолітки Григорівської с/р                              | Братська могила радянських воїнів і пам'ятний знак воїнам-землякам. Поховано 259 воїнів. 1942 р., 1943 р., 1941—1945 рр.                                                                | Харківська скульптурна фабрика. 1956 р., 1989 р. | Скульптура — 2,5 м, з/б. Постаменти — 4,8 м, цегла, цемент.                    | -<< -   | -                                  | 32. | 350  | с. Мар'ївка Іванівської Другої с/р              | Братська могила радянських воїнів. Поховано 15 воїнів. 1942 р., 1943 р. | Харківська скульптурна фабрика. 1957 р., 1965 р.       | Скульптура — 3,0 м, з/б Постамент — 2,3 м, цегла, цемент.          | -<< - | -                     | 33. | 351  | с. Мечебилове Мечебилівської с/р             | Братська могила радянських воїнів і пам'ятний знак воїнам-землякам. Поховані 144 воїни. 1942 р., 1943 р., 1941—1945 рр.      | Харківська скульптурна фабрика. 1959 р., 1980 р. | Скульптура — 2,8 м, з/б. Постамент — 3,5 м, цегла, цемент        | -<< -   | - |     |     |                                    | |                                                  |                                                            |       |                                    |     |     |                              | |                                         |                                                            |       |   |     |       |                                                |                                                                          |                                         |                                                           | |   |     |     |                               | |                                         |                                                            |       |   |     |     |                                       |                                                                       |                  |                                                                   |       |   |     |     |                                |                                                                         |                                         |                                                            |         |                      |
| 35. | 353    | с. Надеждівка Богодарівської с/р                            | Братська могила радянських воїнів. Поховано 266 воїнів. 1942 р., 1943 р. | Харківська скульптурна фабрика. 1959 р.          | Скульптура — 2,5 м, з/б. Постамент — 2,6 м, цегла, цемент                      | -<< -   | № 61 від 25.01.72 р.               |     |      |                                                 | |                                                        |                                                                    |       |                       |     |      |                                              | |                                                  |                                                                  |         | |     |     |                                    | |                                                  |                                                            |       |                                    |     |     |                              | |                                         |                                                            |       |   |     |       |                                                |                                                                          |                                         |                                                           | |   |     |     |                               | |                                         |                                                            |       |   |     |     |                                       |                                                                       |                  |                                                                   |       |   |     |     |                                |                                                                         |                                         |                                                            |         |                      |
| 36. | 354    | с. Нікополь Гусарівської с/р                                | Братська могила радянських воїнів і пам'ятний знак воїнам-землякам. Поховані 214 воїнів. 1942 р., 1943 р., 1941—1945 рр.                                                                | Харківська скульптурна фабрика. 1964 р.          | Скульптура — 2,5 м, з/б. Постамент — 2,8 м, цегла, цемент                      | -<< -   | -                                  | 37. | 355  | с. Нова Дмитрівка Іллічівської с/р              | Братська могила радянських воїнів і пам'ятний знак воїнам-землякам. Поховано 121 воїна. 1942 р., 1943 р. | Харківська скульптурна фабрика. 1957 р., 1986 р.       | Стела — 3,0 м, з/б. Постамент — 3,2 м, цегла, цемент.              | -<< - | -                     | 38. | 356  | с. Нова Миколаївка Новомиколаївської с/р     | Братська могила радянських воїнів і пам'ятний знак воїнам-землякам. Поховано 56 воїнів. 1942 р., 1943 р., 1941—1945 рр.      | Харківська скульптурна фабрика. 1965 р.          | Скульптура — 2,5 м, з/б. Постамент — 2,3 м, цегла, цемент        | Місцева | № 61 від 25.01.72 р. |     |     |                                    | |                                                  |                                                            |       |                                    |     |     |                              | |                                         |                                                            |       |   |     |       |                                                |                                                                          |                                         |                                                           | |   |     |     |                               | |                                         |                                                            |       |   |     |     |                                       |                                                                       |                  |                                                                   |       |   |     |     |                                |                                                                         |                                         |                                                            |         |                      |
|     |        |                                                             | |                                                  |                                                                                |         |                                    |     |      |                                                 | |                                                        |                                                                    |       |                       |     |      |                                              | |                                                  |                                                                  |         | |     |     |                                    | |                                                  |                                                            |       |                                    |     |     |                              | |                                         |                                                            |       |   |     |       |                                                |                                                                          |                                         |                                                           | |   |     |     |                               | |                                         |                                                            |       |   |     |     |                                       |                                                                       |                  |                                                                   |       |   |     |     |                                |                                                                         |                                         |                                                            |         |                      |
| 40. | 357    | с. Олександрівка Подолівської с/р                           | Братська могила радянських воїнів і пам'ятний знак воїнам-землякам.. Поховано 44 воїни. 1942 р., 1943 р., 1941—1945 рр.                                                                 | Харківська скульптурна фабрика. 1957 р.          | Скульптура — 2,5 м, з/б. Постамент — 2,5 м, цегла, цемент.                     | -<< -   | -                                  | 41. | 358  | колишнє с. Павлівка Перша Новомиколаївської с/р | Братська могила радянських воїнів і пам'ятний знак воїнам-землякам. Поховано 81 воїна. 1942 р., 1943 р., 1941—1945 рр. | Харківська скульптурна фабрика. 1967 р.                | Скульптура — 2,5 м, з/б. Постамент — 2,7 м, цегла, цемент.         | -<< - | -                     | 42. | 359  | с. Погонівка Богодарівської с/р              | Братська могила радянських воїнів. Поховані 53 воїни. 1942 р., 1943 р.                                                       | Харківська скульптурна фабрика. 1956 р., 1975 р. | Скульптура — 2,5 м з/б. Постамент — 4,0 м, цегла, цемент         | -<< -   | - | 43. | 360 | с. Подолівка Подолівської с/р      | Братська могила радянських воїнів і пам'ятний знак воїнам-землякам. Поховано 211 воїнів. 1942 р., 1943 р., 1941—1945 рр. | Харківська скульптурна фабрика. 1964 р.          | Скульптура — 2,5 м, з/б. Постамент — 2,8 м, цегла, цемент. | -<< - | -                                  | 44. | 361 | с. Пригоже Гаврилівської с/р | Братська могила радянських воїнів, серед яких похований Єсауленко В. В., Герой Радянського Союзу і пам'ятний знак воїнам-землякам. Поховано 105 воїнів. 1942 р., 1943 р., 1941—1945 рр.   | Харківська скульптурна фабрика. 1976 р. | Стела — 3,6х0,6х0,3 м, з/б.                                | -<< - | - | 45. | 227/б | колишнє с. Секретарівка Іванівської Другої с/р | Тамбовська фортеця Української лінії 1731—1742 рр.                       | Площа300х300 м                          | -<< -                                                     | № 61 від 25.01.72 р. ЗУ «Про перелік пам'яток культ. спадщини, що не підлягають приватизації» № 574-VI від 23.09.08 р. |   |     |     |                               | |                                         |                                                            |       |   |     |     |                                       |                                                                       |                  |                                                                   |       |   |     |     |                                |                                                                         |                                         |                                                            |         |                      |
| 46. | 362    | с. Стара Семенівка Мечебилівської с/р                       | Братська могила радянських воїнів. Поховано 25 воїнів. 1942 р., 1943 р. | Харківська скульптурна фабрика. 1952 р., 1989 р. | Скульптура — 2,5 м, з/б. Постамент — 1,5 м, цегла, цемент                      | -<< -   | № 61 від 25.01.72 р.               |     |      |                                                 | |                                                        |                                                                    |       |                       |     |      |                                              | |                                                  |                                                                  |         | |     |     |                                    | |                                                  |                                                            |       |                                    |     |     |                              | |                                         |                                                            |       |   |     |       |                                                |                                                                          |                                         |                                                           | |   |     |     |                               | |                                         |                                                            |       |   |     |     |                                       |                                                                       |                  |                                                                   |       |   |     |     |                                |                                                                         |                                         |                                                            |         |                      |
| 47. | 2513   | с. Стара Семенівка Мечебилівської с/р, біля колишньої школи | Братська могила радянських воїнів. Поховано 18 воїнів. 1942 р., 1943 р. | Харківська скульптурна фабрика. 1952 р.          | Обеліск — 2,0х0,6х0,3 м, з/б. Постамент — 0,7х0,7х0,3 м, з/б.                  | -<< -   | № 975 від 18.09.97 р.              |     |      |                                                 | |                                                        |                                                                    |       |                       |     |      |                                              | |                                                  |                                                                  |         | |     |     |                                    | |                                                  |                                                            |       |                                    |     |     |                              | |                                         |                                                            |       |   |     |       |                                                |                                                                          |                                         |                                                           | |   |     |     |                               | |                                         |                                                            |       |   |     |     |                                       |                                                                       |                  |                                                                   |       |   |     |     |                                |                                                                         |                                         |                                                            |         |                      |
| 48. | 1626   | с. Степок Грушуваської с/р                                  | Братська могила радянських воїнів. Поховано 100 воїнів. 1942 р., 1943 р. | Харківська скульптурна фабрика. 1951 р., 1989 р. | Скульптура — 3,0 м, з/б. Постамент — 3,4 м, цегла.                             | Місцева | № 13 від 12.01.72 р.               |     |      |                                                 | |                                                        |                                                                    |       |                       |     |      |                                              | |                                                  |                                                                  |         | |     |     |                                    | |                                                  |                                                            |       |                                    |     |     |                              | |                                         |                                                            |       |   |     |       |                                                |                                                                          |                                         |                                                           | |   |     |     |                               | |                                         |                                                            |       |   |     |     |                                       |                                                                       |                  |                                                                   |       |   |     |     |                                |                                                                         |                                         |                                                            |         |                      |
| 49. | 363    | с. Червона Балка Іванівської Другої с/р                     | Братська могила радянських воїнів і пам'ятний знак воїнам-землякам. Поховано 124 воїни. 1942 р., 1943 р., 1941—1945 рр.                                                                 | Харківська скульптурна фабрика. 1980 р.          | Скульптура — 2,5 м, з/б. Постамент — 2,3 м, цегла, цемент.                     | -<< -   | № 61 від 25.01.72 р.               |     |      |                                                 | |                                                        |                                                                    |       |                       |     |      |                                              | |                                                  |                                                                  |         | |     |     |                                    | |                                                  |                                                            |       |                                    |     |     |                              | |                                         |                                                            |       |   |     |       |                                                |                                                                          |                                         |                                                           | |   |     |     |                               | |                                         |                                                            |       |   |     |     |                                       |                                                                       |                  |                                                                   |       |   |     |     |                                |                                                                         |                                         |                                                            |         |                      |
| 50. | 352    | с. Червона Поляна Іванівської с/р                           | Братська могила радянських воїнів. і пам'ятний знак воїнам-землякам. Поховані 258 воїнів. 1942 р., 1943 р., 1941—1945 рр.                                                               | Харківська скульптурна фабрика. 1957 р.          | Скульптура — 3,0 м, з/б. Постамент — 3,0 м, цегла, цемент.                     | -<< -   | -                                  | 51. | 364  | с. Червоне Іванівської с/р                      | Братська могила радянських воїнів і пам'ятний знак воїнам-землякам. Поховано 15 воїнів. 1942 р., 1943 р., 1941—1945 рр. | Харківська скульптурна фабрика, 1957 р.                | Скульптура — 2,8 м, з/б. Постамент — 3,5 м, цегла, цемент.         | -<< - | -                     | 52. | 365  | с. Червоний Лиман Новомиколаївської с/р      | Братська могила радянських воїнів і пам'ятний знак воїнам-землякам. Поховано 50 воїнів. 1942 р., 1943 р., 1941—1945 рр.      | Харківська скульптурна фабрика, 1952 р.          | Скульптура — 2,5 м, з/б. Постамент — 3,0 м, цегла, цемент.       | -<< -   | } Лист Харківської облдержадміністрації на запит ВМ УА від 28 березня 2012. Файли доступні на сайті конкурсу WLM [Архівовано 26 березня 2018 у Wayback Machine.]. |     |     |                                    | |                                                  |                                                            |       |                                    |     |     |                              | |                                         |                                                            |       |   |     |       |                                                |                                                                          |                                         |                                                           | |   |     |     |                               | |                                         |                                                            |       |   |     |     |                                       |                                                                       |                  |                                                                   |       |   |     |     |                                |                                                                         |                                         |                                                            |         |                      |